# Vin

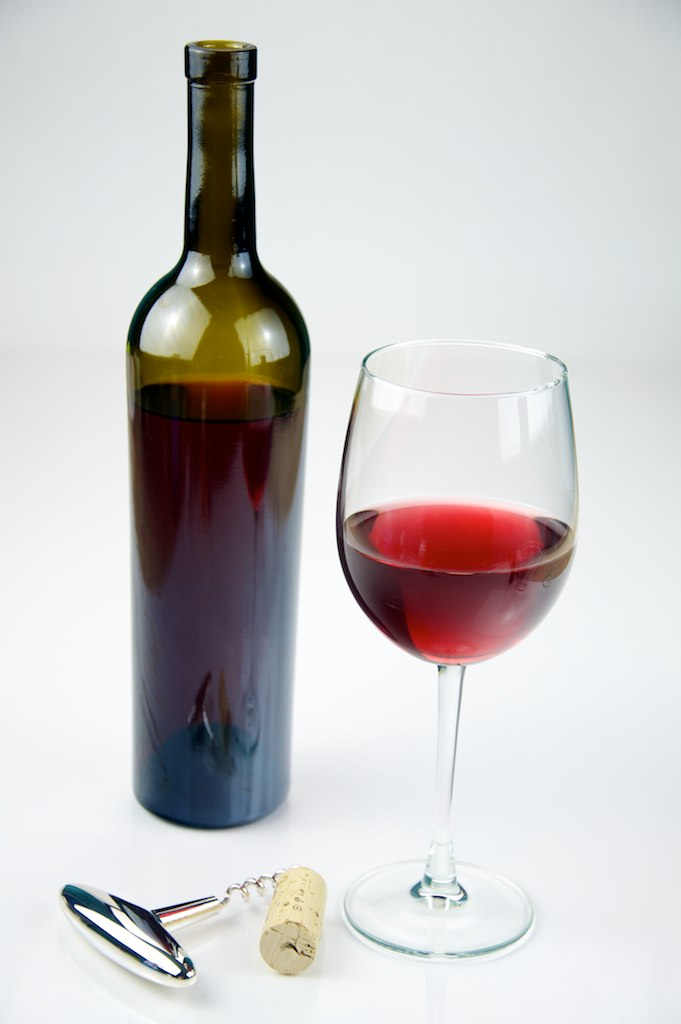
O sticlă și un pahar cu vin roșu

Vinul este o băutură alcoolică (de 7-16%) obținută prin fermentarea strugurilor, fructul viței de vie.
Transformarea strugurilor în vin se numește vinificație. Studiul vinului este oenologia. Marea varietate de vinuri existente în lume se explică prin diferențele dintre teritorii, soiuri de struguri, metodele de vinificație și tipurile de îmbătrânire. Astfel, există vinuri roșii, roze sau albe, dar și vinuri cu un nivel rezidual diferit de zahăr (sec sau dulce) sau o variantă efervescență (liniștit sau efervescent). Viticultura s-a extins într-o mare parte a lumii și multe țări sunt producătoare de vin.
Conform definiției sale legale în Europa, vinul este produsul obținut exclusiv prin fermentația alcoolică, totală sau parțială, din struguri proaspeți, zdrobiți sau nu, sau din must de struguri, băuturile alcoolice aromate cu struguri neputând avea această denumire. Tăria sa alcoolică nu poate fi mai mică de 8,5% în volum.

## Istorie
Vinul a apărut pentru prima dată în zonele Caucaz, Mesopotamia, și apoi Egipt, însă grecii l-au transformat într-un produs de larg consum, fiind principala marfă de export a acestora.
Vinul a fost în antichitate legat intim de divinități, jucând un rol important în religiile orientale.

## Oenologie
Enologia este studiul vinului în general. Se ocupă de viticultură, vinificație, îmbătrânire (inclusiv conservarea în pivniță) și degustarea.
Numele derivă din grecescul oinos (vin) și logos (studiu).

### Compoziția chimică a vinului
Din punct de vedere chimic, vinul este un amestec lichid format în principal din apă și alcool etilic (numit și „etanol”).
Pe lângă aceste componente, vinul conține multe alte substanțe, dintre care unele sunt dorite, deoarece dau un gust plăcut vinului sau au un efect pozitiv asupra sănătății (de exemplu, polifenoli și antocianine), în timp ce alte substanțe nu sunt nedorite, în cât de mult dau un gust neplăcut vinului sau au un efect negativ asupra sănătății (de exemplu, dioxidul de sulf, a cărui concentrație maximă este stabilită de lege, fiind foarte toxică).
Următorul tabel prezintă valorile tipice de concentrație ale componentelor principale ale vinului:
| Component     | Formulă chimică   | % volum   | % greutate | % moli    | Note | Sursă |
| ------------- | ----------------- | --------- | ---------- | --------- | --- | ----- |
| Apă           | H2O               | 70-90     | 82-85,4    | 92,6-94,1 | Este componentul vinului cu cea mai mare concentrație                                                                                     | [ 4 ] |
| Alcool etilic | C2H5OH            | 9-16      | 6,9-11,7   | 2,9-5,1   | Este produs în timpul fermentației alcoolice a zahărurilor prezente în struguri. Procentul său de volum corespunde conținutului de alcool | [ 4 ] |
| Acetaldehidă  | CH3CHO            | 0,5-30    | 0,37-18,1  | 0,17-9,1  | Este un produs secundar al fermentației alcoolice                                                                                         |       |
| Glicerol      | C3H8O3            | 0,32-1,19 | 0,37-1,38  | 0,08-0,3  | Este un produs secundar al fermentației alcoolice. Concentrația sa crește odată cu creșterea conținutului de alcool                       | [ 4 ] |
| Acid tartric  | C4H6O6            | 0,17-0,45 | 0,28-0,73  | 0,02-0,1  | Prezent în struguri | [ 4 ] |
| Acid lactic   | C3H6O3            | 0,08-0,33 | 0,09-0,37  | 0,02-0,08 | Produs prin fermentație malolactică | [ 4 ] |
| Acid malic    | HOOCCH(OH)CH2COOH | 0-0,44    | 0-0,64     | 0-0,1     | Prezent în struguri | [ 4 ] |

Alte componente ale vinului sunt:
- alcool metilic: în special toxic; se formează prin acțiunea enzimelor asupra pectinelor conținute în pielea strugurilor;[4]
- alcooli mai mari (adică cu atomi de carbon mai mari de 2);[4]
- butilenglicol și acid succinic: produse secundare ale fermentației alcoolice;[4]
- acid acetic: produs secundar al fermentației alcoolice; concentrația sa poate fi ridicată dacă nu există o curățare adecvată a recipientelor utilizate pentru producerea vinului;[4]
- zaharuri: unele fermentează pentru a da alcool (fructoză, glucoză), astfel încât există doar o fracțiune dintre ele care nu a finalizat fermentația, în timp ce altele nu suferă fermentație (arabinoză și xiloză); uneori, zahăr este adăugat la vin în timpul producției sale, dar acest zahăr nu este prezent în produsul final, deoarece reacționează rapid;[4]
- acid citric: este un acid organic prezent în struguri;[4]
- compuși de azot și săruri minerale: deja prezenți în struguri;[4]
- compuși fenolici: în parte sunt prezenți în struguri și în parte sunt eliberați de lemnul butoiului în timpul îmbătrânirii;[4]
- compuși aromatici: pot fi deja prezenți în struguri sau sub formă în timpul procesului de producție și îmbătrânire a vinului;[4]
- vitamine: sunt prezente în struguri; Vitamina C nu este prezentă în vin, deoarece este consumată în timpul procesului de vinificație;[4]
- dioxid de carbon: produs în timpul fermentației alcoolice; are o concentrație mai mică în vinurile îmbătrânite;[4]
- oxigen: absorbit de vin în timpul procesului de producție;[4]
- dioxid de sulf: este deosebit de toxic; se adaugă în procente mici pentru reglarea fermentației și în calitate de conservant.[4]

## Clasificare
Clasificarea generală, propusă pentru sublinia „vinuri” din linia de produse vitivinicole include șase nivele ierarhice, și anume (în descendență):
- clasă: caracterizează prezența în vin a dixidului de carbon, care este criteriul de distingere a vinurilor în clase. În funcție de prezența CO2 în vinuri, ele se împart în două clase:
  - liniștite (line): fără surplus de CO2;
  - efervescente: conțin surplus de CO2, ce creează în butelii o presiunede cel puțin 0,5 bar la temperatura de 20°C;

- subclasă: caracterizează componența sortimentală de soiuri de struguri a materiei prime, care este criteriul divizării claselor de vin în subclase. În funcție de componența sortimentală de soiuri de struguri , vinurile se divizează în trei subclase: 
  - de soi: obținute prin preluclarea strugurilor de un soi ampelografic sau cu adaos a cel mult 15% de struguri de alte soiuri ampelografice, care să corespundă soiului respectiv după specia botanică și culoarea boabelor;
  - cu un soi de bază: obținute prin sepajul strugurilor la recoltare sau prelucrare ori la cupajarea vinurilor materie primă cu ponterea soiului de bază de cel puțin 51% și alte, unul sau două, soiuri corespunzătoare soiului de bază după specia botanică;
  - din amestec de soiuri: obținute dintr-un sortiment de soiuri de struguri de aceiași specie botanică culeși separat sau laolaltă ori prin cupajarea vinurilor materie primă dintr-un sortiment de soiuri în proporții stabilite pentru fiecare denumire de vin;

- secție: indică proveniența soiurilor de struguri, din care sunt obținute vinurile și care pot fi:
  - din soiurile europene: sunt obținute din struguri de soiuri de proveniență europeană;
  - din soiuri hibrizi: sunt obțtinute din struguri de souiuri hibrizi simpli (direct producători), care au la bază provenienței și soiurile de struguri americane. subclasele vinurilor efervescente nu se disting în secțiuni;

- categorie: caracterizează gradul de naturalitate și proveniența alcoolului etilic sau a dioxidului de carbon, ce se coțin în vinuri, care sunt semne de divizare în categorii a secțiilor (subclaselor) de vinuri. În funcție de proveniența alcoolului etilic, vinurile liniștite (line) din soiuri de struguri europene și din soiuri de struguri de hibrizi se disting în 2 categorii:
  - naturale: sunt integral naturale și obținute doar pe cale a fermentației alcoolice, conțin alcool etilic de proveniență exclusiv endogenă (naturală);
  - speciale: sunt obținute din struguri, mustuială, must sau vinuri brute prin îmbinarea fermentației alcoolice și alcolizării suplimentare cu aplicarea unor procedee tehnologice speciale autorizate, care le atribuie proprietăți consumiste specifice, vinurile efervescente sunt divizate în funcție de originea dioxidului de carbon în 4 categorii, și anume:
  - spumante: sunt autosaturate cu dioxid de carbon exclusiv de origine endogenă, obținut prin fermentația alcoolică secundară a vinurilor brute, în care prealabil este introdusă licoarea de tiraj (soluție de zahăr), la sticlă, în rezervoare sau în sisteme de rezervoare, care dezvoltă în sticlele în care sunt îmbuteliate ca produse finite o presiune de cel puțin 3,0 bari la temperatura de 20°C, cu concentrația alcoolică dobândită de cel puțin 6% în volum și concentrația alcoolică total de cel puțin 9,5% în volum;
  - petiante: sunt autosaturate cu dioxid de carbon de origine endogenă, obținut prin fermentația malo-lactică sau fermentația alcoolică a zahărului remanent, care dezvoltă în sticlele în care sunt îmbuteliate ca produse finite o presiune cuprinsă între 1,0 și 2,5 bari la temperatura de 20°C, cu concentrație alcolică dobândită de cel puțin 7% în volume și concentrație alcoolică totală de cel puțin 9% în volume;
  - perlante (frizante): sunt saturate cu dioxid de carbon de origine, total sau parțial, exogenă care dezvoltă în sticlele în care sunt îmbuteliate ca produse finite o presiune cuprinsă între 1,0 și 2,5 bari la temperatura de 20°C, cu concentrația alcoolică dobândită de cel puțin 7% în volume și concentrația alcoolică totală de cel puțin 9% în volume;
  - spumoase (gazate); sunt saturate cu dioxid de carbon de origine exclusiv exogenă gazificat sau lichefiat prin impregnarea lui în vinurile deja tratate definitiv în butelii, rezervoare ermetice, care dezvoltă în sticlele în care sunt îmbuteliate ca produs finit o presiune de cel puțin 3,0 bari la temperatura de 20°C, cu concentrația alcoolică totală de cel puțin 9% în volume;

## Floarea vinului
Floarea vinului este denumirea unei boli care se produce la vinurile mai slabe de 12o alcoolice, păstrate în butoaie neumplute complet.
Este provocată de dezvoltarea ciupercii microscopice Candida mycoderma.
Vinul se acoperă cu o pieliță (floare) formată din celulele acestor microorganisme, se tulbură și capătă un gust apos și un miros ușor rânced.
Boala se poate preveni prin aerisire moderată și prin sulfitare.

## Vinuri românești

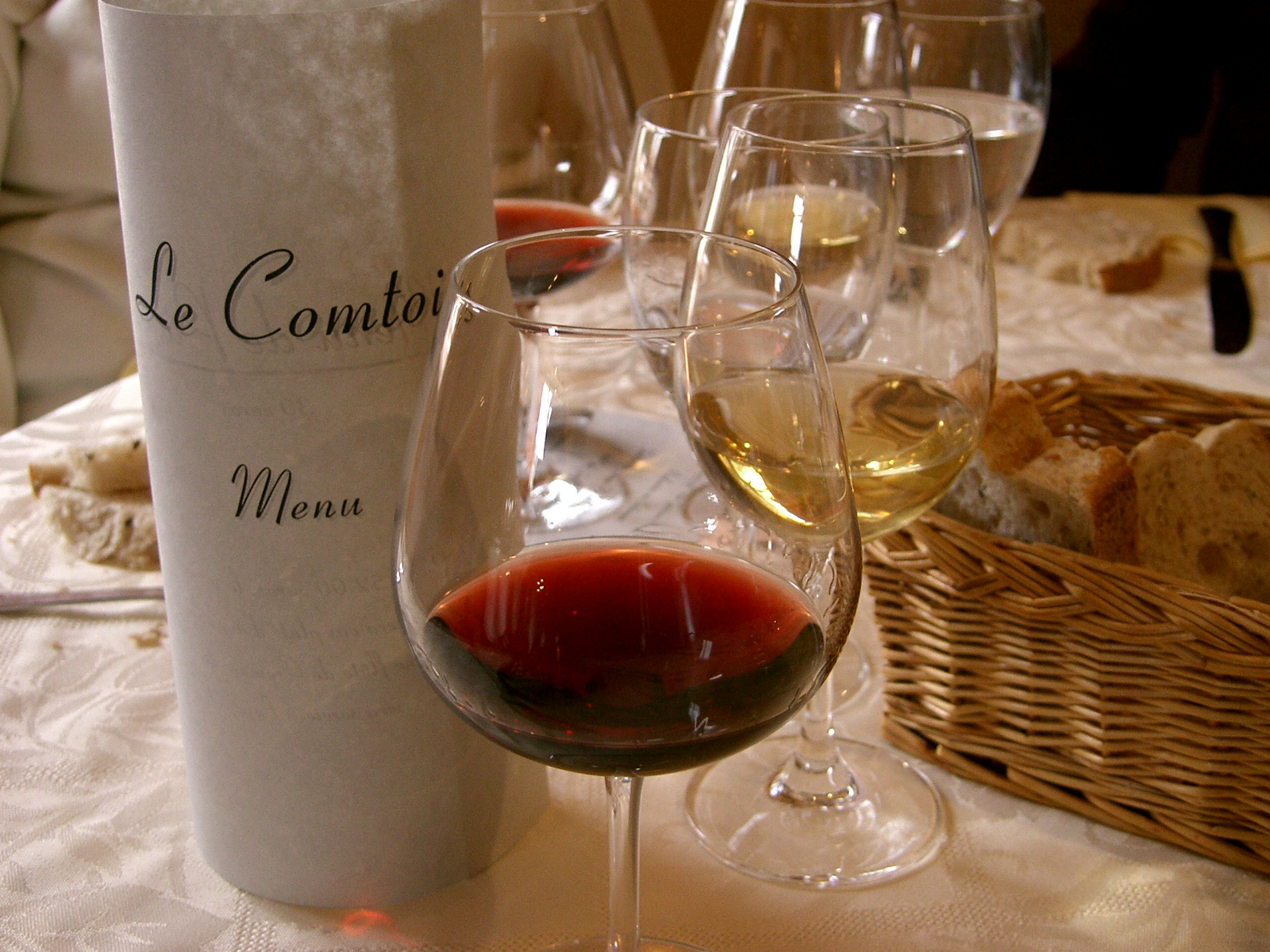

Spațiul geografic românesc a fost în mod tradițional un mare producător european de vinuri, dar producția a scăzut sensibil după 1990. Conform ultimelor statistici, România ocupă locul 11 în lume după cantitatea de vin produsă și locul 6 în Europa.